# رینهارت آلریشس
رینهارت آلریشس (آلمانی: Reinhart Ahlrichs؛ زادهٔ ۱۶ ژانویهٔ ۱۹۴۰) یک شیمی‌دان اهل آلمان است.